# Dieter Scheitler

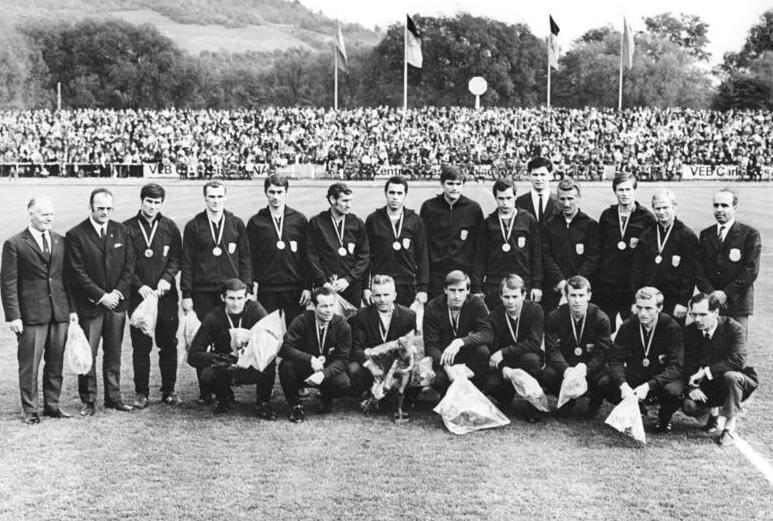
Dieter Scheitler (hintere Reihe, zweiter von rechts) mit FC Carl Zeiss Jena im Jahr 1970

Dieter Scheitler (* 18. Oktober 1943 in Jena) ist ein ehemaliger Fußballspieler. Er spielte in der DDR-Oberliga, der höchsten Spielklasse des DDR-Fußballverbandes, für den SC Motor / FC Carl Zeiss Jena, mit dem er zweimal Meister und einmal Pokalsieger wurde.

## Sportliche Laufbahn
Scheitler begann seine Fußball-Laufbahn 1957 bei der Jugendmannschaft des SC Motor Jena. Mit 19 Jahren verpflichtete er sich nach dem Abschluss einer Fräserlehre zu einem dreijährigen Militärdienst und spielte während dieser Zeit bei der zweitklassigen Armeesportgemeinschaft Vorwärts Rostock weiter Fußball.
Nach der Entlassung aus dem Militärdienst kehrte Scheitler im Herbst 1966 nach Jena zurück und schloss sich dem inzwischen aus dem SC Motor ausgegliederten FC Carl Zeiss Jena an. Dort wurde er sofort in die Oberligamannschaft aufgenommen und bestritt am 16. November 1966 im Punktspiel 1. FC Lok Leipzig – FC Carl Zeiss (3:1) als Mittelstürmer sein erstes Oberligaspiel. In dieser Spielzeit 1966/67 wurde der 1,79 m große Scheitler insgesamt sechsmal eingesetzt und spielte hauptsächlich Linksaußenstürmer. Bereits in der nächsten Saison 1967/68 hatte er sich zum Stammspieler entwickelt. Er absolvierte sämtliche Punktspiele, wurde variabel als Mittelstürmer und auf der linken Angriffsseite eingesetzt und war mit elf Treffern erfolgreichster Torschütze seiner Mannschaft. Damit hatte er entscheidenden Anteil am Gewinn der Meisterschaft des FC Carl Zeiss.
Am 23. September 1967 kam Scheitler zu seinem einzigen DDR-Auswahlspiel. Mit der Nachwuchsnationalmannschaft bestritt er als Linksaußenstürmer das Länderspiel DDR – Ungarn (1:1).
Nach einer kleinen Talsohle 1968/69 mit nur 18 Oberligapunktspielen und nur zwei Torerfolgen trumpfte Scheitler in der Saison 1969/70 wieder erfolgreich auf. Erneut bestritt er alle 26 Punktspiele, war diesmal mit neun Toren zusammen mit Helmut Stein wieder bester Schütze der Jenaer und gewann seinen zweiten Meistertitel. Bis 1973 gehörte Scheitler zum Stammaufgebot der Jenaer und fügte mit dem Pokalgewinn 1972 seiner Karriere einen weiteren Titel hinzu. Seine letzte Oberligasaison bestritt Scheitler 1973/74. Zwischen dem 4. und 22. Spieltag wurde er noch in neun Punktspielen eingesetzt, von denen er aber nur zwei über die volle Distanz spielte. Sein letzter Oberligaeinsatz war das Spiel FC Carl Zeiss – 1. FC Lok Leipzig (2:2). Für 55 Minuten wirkte er als Mittelstürmer mit. Zwei weitere Jahre half er noch in der 2. Mannschaft des FC Carl Zeiss aus und beendete 1977 endgültig seine Karriere als Fußballspieler.
Scheitler bestritt für den FC Carl Zeiss Jena 219 Pflichtspiele, in denen er 68 Tore erzielte. Darunter waren 156 Spiele (46 Tore) in der Oberliga, 27 nationale Pokalspiele (11 Tore) und 36 internationale Pokalspiele (18) Tore.

## Weiterer Werdegang
1986 trainierte Dieter Scheitler zusammen mit Eberhard Köditz die DDR-U-15-Nationalmannschaft. Zu den von ihm in dieser Auswahl betreuten Fußballern zählten unter anderem die späteren Profis Tom Persich und Angelo Vier. 1988 führte er zusammen mit Frank Engel die U-16-Nationalmannschaft der DDR bei der U-16-Fußball-Europameisterschaft 1988 zur Bronzemedaille.
Auch nach seiner aktiven Zeit blieb Scheitler als Clubmitglied mit dem FC Carl Zeiss Jena verbunden. Er wurde Vorsitzender des Vereins Fan-Projekt Jena und wurde 1996 mit der Goldenen Ehrennadel des FC Carl Zeiss ausgezeichnet.